# SPATA3
SPATA3 (англ. Spermatogenesis associated 3) – білок, який кодується однойменним геном, розташованим у людей на 2-й хромосомі. Довжина поліпептидного ланцюга білка становить 192 амінокислот, а молекулярна маса — 20 901.
| 10         |  | 20         |  | 30         |  | 40         |  | 50         |
| ---------- |  | ---------- |  | ---------- |  | ---------- |  | ---------- |
| MKKVKKKRSE |  | ARRHRDSTSQ |  | HASSNSTSQQ |  | PSPESTPQQP |  | SPESTPQQPS |
| PESTPQHSSL |  | ETTSRQPAFQ |  | ALPAPEIRRS |  | SCCLLSPDAN |  | VKAAPQSRKA |
| GPLIRAGPHS |  | CSCATCPCSS |  | ACWRRLGLCH |  | SRIFDVLLPR |  | DWQMAPGRGL |
| PNLLTFYRKS |  | SRKPSSHRNA |  | CPPSPRNCGC |  | GSGGSRSCLL |  | HH         |

A: Аланін

C: Цистеїн

D: Аспарагінова кислота

E: Глутамінова кислота

F: Фенілаланін

G: Гліцин

H: Гістидин

I: Ізолейцин

K: Лізин

L: Лейцин

M: Метіонін

N: Аспарагін

P: Пролін

Q: Глутамін

R: Аргінін

S: Серин

T: Треонін

V: Валін

W: Триптофан